# Israel’s Son
«Israel’s Son» (рус. Сын Израиля) — песня австралийской рок-группы Silverchair с альбома Frogstomp, выпущенный в виде сингла 12 апреля 1995 года лейблом Murmur. Песня также вошла в сборник хитов группы The Best Of: Volume 1, выпущенный 13 ноября 2000 года.

## О песне
Вокалист и гитарист Дэниел Джонс сказал о песне в интервью журналу Request Magazine в ноябре 1995 года следующее: 

Эта песня о казни, которую я увидел по телевидению. У меня как раз есть это видео, я вот только что его видел, и как-то ночью я посмотрел его, и мне это приснилось, потом я проснулся и подумал: «О да, это очень круто», и я написал об этом песню.

## Музыкальное видео
Клип на песню снял Найджел Дик 19 декабря 1995 года на ранчо Maria что в каньоне Кантри, штат Калифорния.

## Инцидент с бутылкой на концерте в 1995 году
17 сентября 1995 года Джонса ударили бутылкой из-под алкоголя, когда Silverchair исполнял «Israel’s Son» на пирсе Санта-Моники, Калифорния, во время турне по США; травма потребовала наложения шести швов вокруг левой брови.

## Дело об убийстве в 1996 году
В деле об убийстве, произошедшем в январе 1996 года, адвокат 16-летнего Брайана Бассетта и 18-летнего Николауса Макдональда из Макклири, штат Вашингтон, утверждал, что пара слушала песню «Israel’s Son» группы Silverchair, которая способствовала убийствам родителей Бассетта и младшего брата, 10 августа 1995 года. Адвокат Макдональдса процитировал строчки из песни «Hate is what I feel for you/I want you to know that I want you dead» (рус. «Ненависть — это то, что я чувствую к тебе / Я хочу, чтобы ты знал, что я хочу твоей смерти»), которые были «почти сценарием. Они имеют отношение ко всему, что произошло».
Менеджер группы Джон Ватсон заявил от имени Silverchair следующее: 

Группа Silverchair не одобряла, не одобряет и никогда не одобрила бы насилие любого характера. Группа потрясена этим ужасным преступлением и надеется, что справедливость восторжествует и привлечёт виновных к ответственности. Группа выражает искренние соболезнования семьям и друзьям жертв этого дела. Silverchair категорически отвергает любые обвинения в том, что их песня каким-либо образом ответственна за предполагаемые убийства. Общеизвестно, что песня, о которой идёт речь — "«Israel’s Son», была вдохновлена телевизионным документальным фильмом о зверствах военного времени. «Israel’s Son» никогда не был предназначен для того, чтобы спровоцировать насилие, и ни один разумный человек не может интерпретировать его как таковой. Фактически, песня пытается критиковать насилие и войну, изображая их во всём их ужасе.
Прокуроры отклонили версию защиты и убедили присяжных, что убийство было совершено с целью «украсть деньги и имущество и сбежать в Калифорнию».

## Отзывы критиков
В апреле 2022 года журнал The Guardian поместила «Israel’s Son» на 8-е место в своём списке «25 лучших песен Silverchair». Дэвид Фрике из Rolling Stone писал что «Таким по-настоящему бесстыдным желающим, как Bush, должно быть, очень повезло, что у Silverchair — особенно у главных авторов группы, вокалиста-гитариста Дэниела Джонса и барабанщика Бена Гиллиса — есть такой острый ум, который они проявляют в Frogstomp как „Pure Massacre“ и „Israel’s Son“. Когда этим парням исполнится 18, они действительно будут великолепны».

## Список композиций
Israel’s Son CD/MC EP (Australian version) (MATTCD012)/(MATTC012)
1. «Israel’s Son»
2. «Blind (Live)»
3. «Leave Me Out (Live)»
4. «Undecided (Live)»

## Чарты
| Чарт (1995 г.)                     | Позиция в чарте |
| ---------------------------------- | --------------- |
| Австралия (ARIA)                   | 11              |
| Новая Зеландия (Recorded Music NZ) | 12              |
| США Mainstream Rock (Billboard)    | 39              |

## Сертификация
| Регион                                                                      | Сертификация | Продажи |
| --------------------------------------------------------------------------- | ------------ | ------- |
| Австралия (ARIA)                                                            | Золотой      | 35 000  |
| Данные о продажах + прослушиваниях приведены только на основе сертификации. |              |         |